# Goroszlói csata
A goroszlói csata 1601. augusztus 3-án zajlott a Habsburg Monarchia és II. Mihály havasalföldi fejedelem seregei, valamint az Erdélyi és Moldvai Fejedelemség között. A császári sereg parancsnoka Giorgio Basta tábornok volt, II. Mihály egy kozákokból, szerbekből és sziléziai zsoldosokból álló csapatot vezetett. A másik oldalon az erdélyi és moldvai seregek álltak Báthory Zsigmonddal az élen. A csata végül császári győzelemmel ért véget.

## Előzményei
Miután II. Mihály 1599. október 28-án győztesen került ki a sellenberki csatából, november 20-án Erdély fejedelmévé választatta magát. Noha a havasalföldi fejedelem az Erdély elleni hadjáratot II. Rudolf császár tudtával és anyagi támogatásával indította, a támogatás elmaradt, amikor világossá vált, hogy Mihály nem adja át Erdélyt a császárnak, sőt igényt tart az akkor Habsburg-fennhatóság alatt álló Partiumra is. A császár pénzügyi segítsége nélkül Mihály nem volt képes katonái zsoldját fizetni, annak ellenére, hogy Erdélyben több mint ötszörösére emelte az adókat. A zsákmányszerzés valamint saját hatalmi céljai érdekében megtámadta a szomszédos Moldvát, és 1600. májusban elűzte Jeremiás fejedelmet, ezzel azonban átmenetileg könnyített anyagi gondjain: nyár végére  Mihály hadserege már csak fosztogatásból élt. A kilátástalan helyzet miatt az erdélyi ellenzék Giorgio Basta segítségét kérte. 1600. szeptemberben a császári sereg belépett Erdélybe, és szeptember 18-án Miriszlónál csatát nyert Mihály ellen; Erdély hűséget fogadott a császárnak, a Havasalföldre menekült Mihály pedig saját bojárjaival került szembe, akik helyette Simion Movilăt ültették trónra.
Ezt követően Erdély lakosságát Mihály zsoldosai helyett Basta – szintén rosszul fizetett – katonái sanyargatták. Az erdélyi rendek visszahívták és 1601. február 3-án ismét fejedelemmé választották Báthory Zsigmondot. Basta újjászervezte csapatait, és készült Erdély visszafoglalására, a császár pedig az újból kegyeibe férkőzött Mihályt adta segítségére, amit azonban Basta erősen sérelmezett. Mihály kozákokból, szerbekből és sziléziai zsoldosokból álló, Havasalföldhöz nem kötődő serege 1601. július 12-én csatlakozott Bastához a majtényi mezőn.
Megtudva Basta és Mihály készülődését, Báthory Zsigmond is összehívta a hadsereget, akik Szamosfalván gyülekeztek. Segítségkérés céljából követeket küldött Ibrahim nagyvezérhez, aki Belgrádnál táborozott seregével, valamint a budai és temesvári pasához és Jeremiás moldvai fejedelemhez. Ugyanakkor megpróbálta a helyzetet tárgyalásos úton rendezni: Gyulaffy Lestárt kétszer is követségbe küldte Bastához, Basta azonban arra hivatkozott, hogy ő a császár parancsát teljesíti. A törökök hajlandók voltak fegyveres segítséget nyújtani Báthorynak, egy hatezer fős csapat már el is indult Eszék irányából Erdély felé, amikor Mihály hamisított levelet küldött Báthory Zsigmond nevében a pasákhoz, amiben köszönettel elutasította a segítséget. Báthory Zsigmond serege közben elindult a határ védelmére, és már Szilágysomlyó és Tasnád környékén járt, amikor értesült erről a cselről. Ekkor visszafordította csapatait, hogy időt nyerjen, de Basta serege üldözésükre indult és Goroszlónál elébük került.

## A csata
A csatára Zilahtól északnyugatra, a Szatmárnémetiből Kolozsvárra vezető úton Goroszlónál került sor 1601. augusztus 3-án. Basta három hadtestre osztotta seregét: az első csatasorba saját csapatait állította, sziléziai és vallon lovasokat, magyar kopjásokat , magyar és vallon gyalogságot. Tőlük elkülönítve állt Mihály serege, mögötte pedig Rákóczy Lajos magyar gyalogsága. Báthory Zsigmond a sereget két csapatra osztotta, az egyik Csáky István, a másik Székely Mózes parancsnoksága alatt állt. A két vezér egymás mellé volt rendelve, így versengésük aláásta a sereg egységét és rontotta a harcképességét. Báthory egy dombra ágyúkat helyeztetett el, Basta pedig ugyanezt tette egy szemközti domboldalon. A harc ágyúzással indult, és késő délutánig így is folytatódott. Basta és Mihály ezen a napon nem akart sort keríteni a döntő ütközetre, hogy az úton elfáradt hadserege kipihenhesse magát, ezért délután öt óra körül sátrakat állíttatott fel. Báthory Zsigmond ezt látva szintén meg akarta pihentetni seregét, és kiadta a parancsot a letáborozásra. Mihály észrevette, hogy az erdélyiek csatarendje felbomlott, azt javasolta Bastanak, hogy indítsanak egy váratlan támadást. Basta maga állt a roham élére, és a császári hadsereg többszöri kísérlet után elfoglalta a dombot az erdélyiek ágyúival, és így az erdélyi sereget két oldalról tudták ágyúzni. Végül az erdélyiek elmenekültek a csatatérről. A halottak számáról nincs hiteles adat, mindazonáltal Szádeczky Lajos a kortárs Somogyi Ambrus közlését, miszerint mindkét oldalon két-kétezren estek el, az igazsághoz közelebb állónak véli, mint Istvánffy Miklós állítását az erdélyiek tízezer fős veszteségéről és a császári hadsereg százhatvan halottjáról.

## Következményei
Báthory Zsigmond és Csáky István Moldvába menekültek Jeremiás fejedelemhez, hogy tőle kérjenek segítséget, Székely Mózes pedig a hadsereg maradékával Erdély déli részére húzódott vissza. Basta és Mihály csapatai elfoglalták Erdély északi részét, feldúlták és kirabolták Tordát, Nagyenyedet, Gyulafehérvárt és más városokat, csak a Székelyföldet kímélték meg. Kolozsvár 100 000 forintot fizetett a rombolás elkerüléséért.
Basta véget akart vetni a dúlásnak, hogy a katonáinak hosszú távra tudjon ellátást biztosítani, de Mihály nem hallgatott rá; ez kiélezte a két vezér között már korábban fennálló ellentéteket; Mihály egyre inkább úgy viselkedett, mint Erdély ura, és nem mint Basta beosztottja. Közben a Moldvába menekült Báthory Zsigmond egy csapatot küldött Fogarasba, hogy Moldvába vitesse Mihály feleségét és gyermekeit; egyes források szerint ez meg is történt. Mihály alkudozásba kezdett Báthoryval, hogy kiszabadítsa családját, és megígérte neki, hogy visszahódítja Erdélyt Bastától, és maga is a törökökhöz pártol. Basta több ilyen értelmű levelet is elfogott, ezért elhatározta, hogy végképp leszámol vetélytársával, és augusztus 19-én vallon zsoldosaival megölette. 